# ونانسیو راموس
ونانسیو راموس (اسپانیایی: Venancio Ramos‎؛ زادهٔ ۲۰ ژوئن ۱۹۵۹) بازیکن فوتبال اهل اروگوئه بود.
از باشگاه‌هایی که در آن بازی کرده‌است می‌توان به باشگاه فوتبال ایندپندینته، باشگاه ورزشی دفنسور، باشگاه فوتبال پنیارول، باشگاه فوتبال ناسیونال (اروگوئه)، و باشگاه فوتبال لانس اشاره کرد.
وی همچنین در تیم ملی فوتبال اروگوئه بازی کرده‌است.